# Грјета Салоуме
Грета Салоуме Стефаунсдоутир (исл. Greta Salóme Stefánsdóttir; Мосфелсбајр, 11. новембар 1986) је исландска певачица. Заједно са певачем Јоунсијем представљала је Исланд на Песми Евровизије 2012. године са песмом „Never Forget“ (срп. Никад не заборави).
Поново је представљала Исланд на Песми Евровизије 2016. године са песмом „Hear Them Calling“ у првој полуфиналној вечери и није се пласирала у даље такмичење.